# پیشینه قم

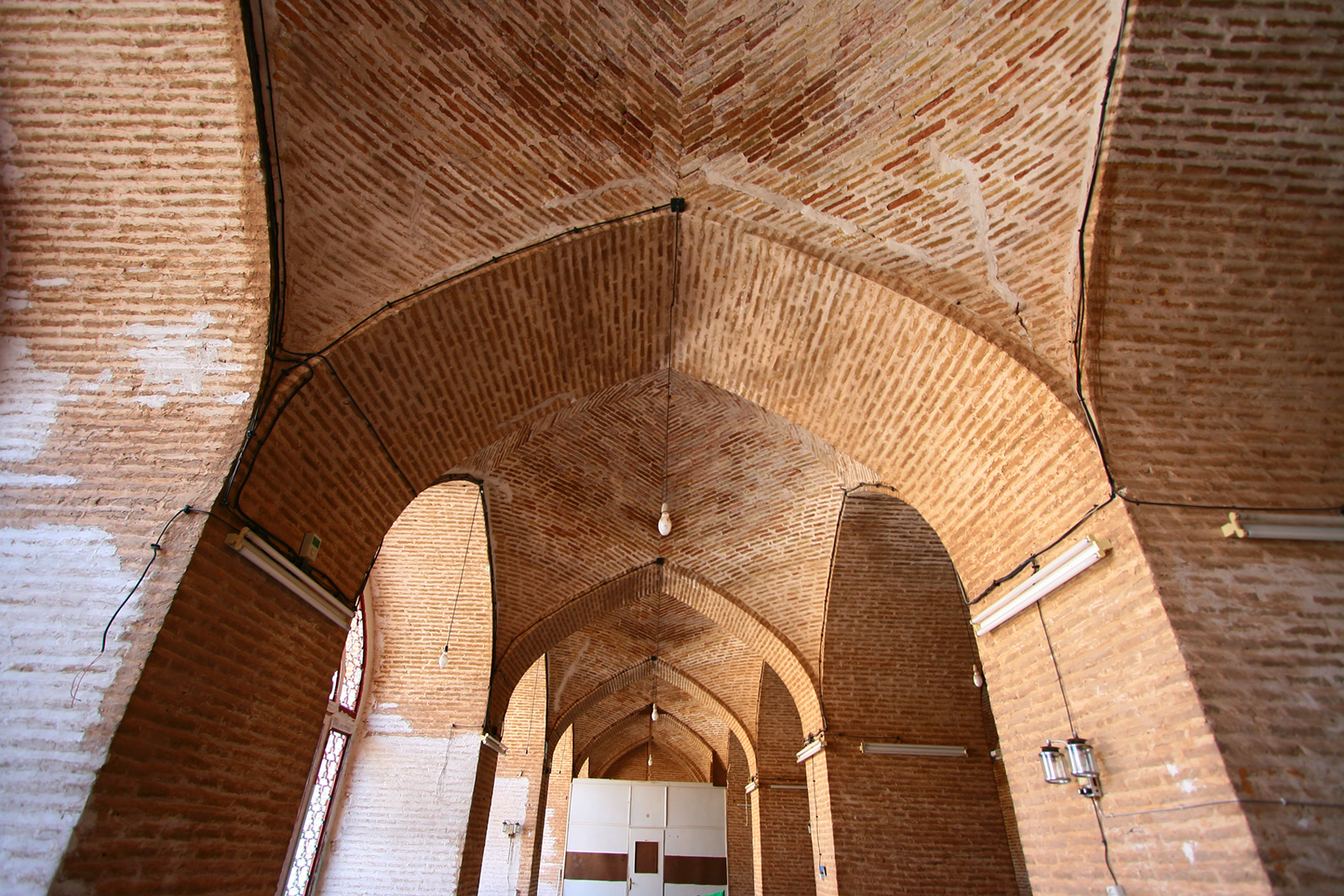
مسجد جامع قم از بناهای تاریخی شهر که در نیمه دوم قرن سوم هجری ساخته شده‌است

طبق عقیده باستان‌شناسانی مانند رومن گیرشمن قم، از نخستین مکان‌های روی زمین است که برای نخستین بار میزبان تجمعاتی از انسان‌های نخستین بوده‌است. در این صورت قدمت شهر قم و حومهٔ آن به زمان پیدایش تمدن در حدود ۸ هزار سال قبل می‌رسد. در سال‌های بعد از انقلاب ۱۹۷۹ ایران انجام کاوش‌های باستان‌شناسی در منطقه قمرود قم نیز درستی این گفته را تأیید می‌کند. آثار این کاوش‌ها هم‌اکنون در موزه ملی ایران قابل رویت است.
در حفاری‌های جدید در تپه قلی درویش در نزدیکی مسجد جمکران آثاری از کوره‌های عصر آهن با قدمت حدود سه هزار سال بدست آمده‌است که مشخص می‌کند این شهر در گذشته در شرق محل فعلی بوده و در اثر تغییر مسیرقمرود به سمت غرب کشیده شده‌است.
در شاهنامه ابوالقاسم فردوسی که روایتی افسانه‌ای از تاریخ ایران باستان است، نام قم سه بار یاد شده‌است. ابوالقاسم فردوسی نام قم را در زمره شهرهای عصر پیشدادیان و کیانیان آورده‌است:
| بفرمود عهد قم و اصفهان    |  | نهاد بزرگان و جای مهان    |
| نوشته ز مشک و ز عنبر دبیر |  | یکی نامه از پادشا بر حریر |

در منظومه ویس و رامین که داستان آن مربوط به پیش از اسلام است، نام قم یادشده‌است:
| ز گرگان و ری و قم و صفاهان |  | ز خوزستان و کوهستان و ارّان     |
| ز گرگان و ری و قم و صفاهان |  | که رامین را بدندی، نیک، خواهان |

بسیاری از مورخان، قم را شهری می‌دانند ساخته خمانی دختر بهمن. و شاید نام کنونی قم و پیشینش کمیدان و کم که به این شهر اطلاق می‌شده و می‌شود نیز از همین ریشه بوده باشد.
هستهٔ اولیهٔ قم امروزی، محلهٔ «لب چال» است. این محل در روزگار باستان دهی با ساکنان زرتشتی بوده که «ممجان» (MEMJAN) نامیده می‌شده‌است.

## قم در دوران مادها
طبق افسانه‌هایی که در کتاب‌های باستانی آمده‌است، در مهاجرت مادها به قم که بخش مرکزی ایران بود با مردم محلی این منطقه به نام پویاییان به جنگ پرداخته و با پیروزیی مادها بر لشکر پویاییان در این منطقه سکونت گزیدند.

## قم در دوران هخامنشیان
در زمان هخامنشیان قم منطقه‌ای آباد بود که با حمله اسکندر مقدونی دچار ویرانی زیادی شد.

## قم در دوران ساسانیان

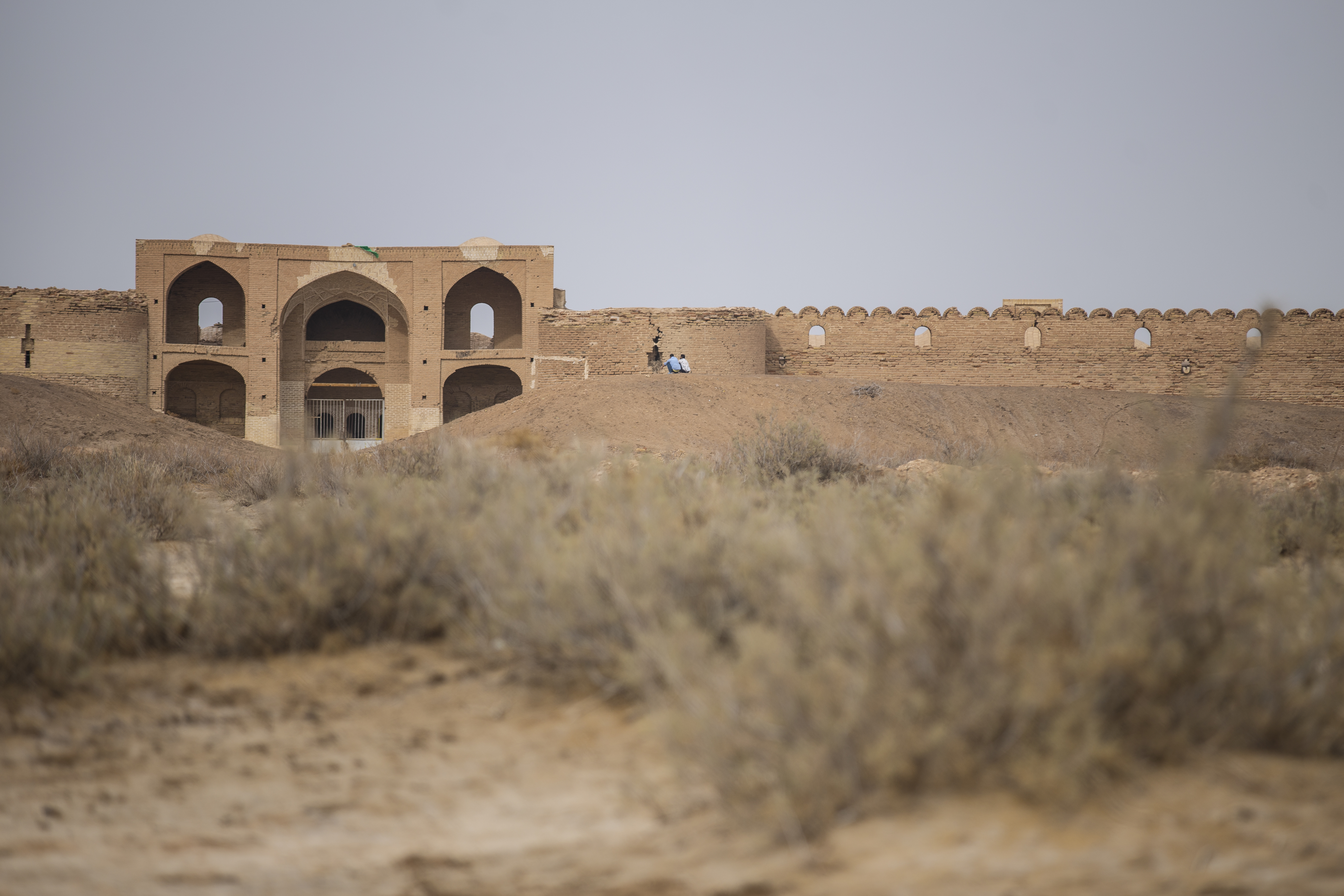
نمایی از کاروانسرای دیرگچین حوالی شهر قم با معماری ساسانی

در اسنادی آمده که زمانی پیش از ساسانیان این شهر دچار تخریب و ویرانی می‌شود و قباد ساسانی زمانی که از جنگ با هیاطله برمی گردد دستور می‌دهد دوباره شهر را آباد کنند، لذا در تاریخ آن دوران این شهر را به نام ویران آبادان کرد کواد (قباد) یعنی شهر ویرانی که قباد آن را آباد کرد، می‌شناسند. در زمان خسرو پرویز هم قم شهری آباد بوده و زعفران قمی شهرت داشته‌است.
در کتاب «خسروگواتان و ریذگ» از کتاب‌های دوره ساسانیان که به تازگی به فارسی برگردانیده شده، زعفران قم، وصف شده‌است. یعقوبی نویسنده مشهور قرن هشتم هجری قمری، قم را شهری متعلق به دوران ساسانیان دانسته‌است.
در اسناد تاریخی نظیر نزهه القلوب حمدالله مستوفی نیز آمده که پیش از اسلام این شهر را به دلیل زعفران و پسته مرغوبش می‌شناخته‌اند. با این وجود شماری از دانشمندان و تاریخ‌دانان اصرار دارند که «شهر» قم پس از حمله اعراب مسلمان به وجود آمده و در زمان باستان تنها به شکل یک سکونتگاه روستایی ساده بوده. عربهایی که پس از ورود به ایران به قم مهاجرت کردند نام «کم» را بر آن نهادند. پیش از آن این منطقه کمیدان نامیده می‌شد.

## قم پس از حمله اعراب

### قم در دوران امویان

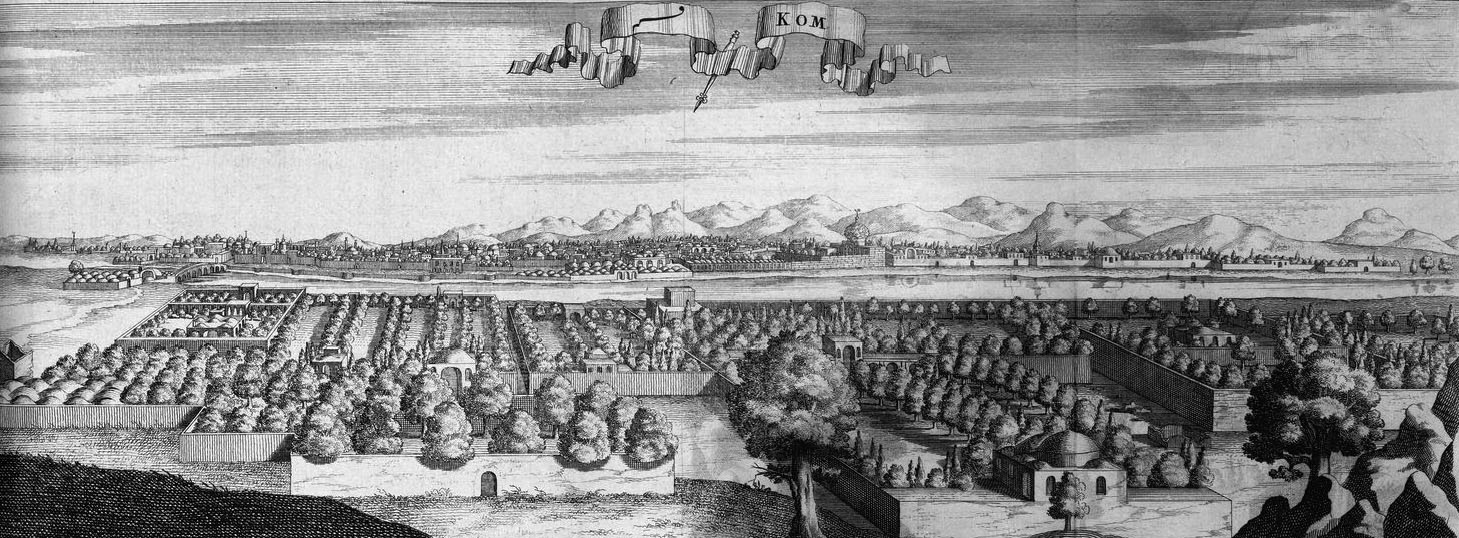
یک نقاشی قدیمی از قم در سال ۱۷۲۳ میلادی

در سال ۶۲۴ میلادی ابوموسی اشعری بخشی از سپاه اعراب را برای فتح قم اعزام کرد. فرماندهٔ این سپاه احنف بن قیس بود. به این ترتیب در زمان خلیفه عمر بن خطاب و دو سال پس از فتح ایران توسط اعراب، قم نیز توسط آنان تصرف شد.

### قم در دوران عباسیان
به دلیل هجوم پیاپی جنگل نشینان دیلمی به قم، مردم این شهر که آن زمان بر آیین زرتشتی بودند، از ورود اعراب مسلمان استقبال کردند. مردم قم دعوت اعراب مسلمان به اسلام را نپذیرفتند و با پرداخت مالیات به اعراب توانستند با آنان سازش کرده و تا ۶۰ سال بر آیین زرتشتی خود استوار بمانند.
سال‌های بعد قبیلهٔ اشعری از کوفه به قم آمدند و با اسکان آن‌ها در این منطقه، قم به تدریج به شهر تبدیل شد. اهالی زرتشتی قم و عرب‌های اشعری با یکدیگر اختلاف‌هایی پیدا کرده و نتوانستند مدت زیادی با یکدیگر سازش کنند. دوستی‌های اولیه مردم قم با اعراب به سرعت به دشمنی‌هایی خونین تبدیل شد. در نهایت اعراب با دست زدن به جنایات فراوان و خونریزی‌های بسیار تعداد زیادی از زرتشتیان قم را به هلاکت رساندند و مابقی را نیز از قم اخراج کردند. در نهایت آن‌ها به قم و اطراف آن مسلط شدند. اشعریان، اعراب مسلمان دیگر را نیز به قم دعوت کردند. میهمانان جدید پس از مهاجرت به قم، علیرغم آنکه با مقاومت جدی مردم بومی قم مواجه نشدند، خشونت‌های بسیاری را مرتکب شدند. آن‌ها بسیاری از روستاها را تخریب کرده و مزارع بومیان زرتشتی را به آتش کشیدند. در این دوره قم پناهگاه نسبتاً مناسبی برای طالبیان و علویان بود؛ زیرا اشعریان با توجه به گرایش‌هایی که داشتند از ورود علویان به قم حمایت و استقبال کردند و لذا استقرار اشعری‌ها در قم موجب هجرت علویان به این شهر گردید.
عرب‌های اشعری تا زمانی‌که متحد بودند قدرت فراوانی داشتند و نه تنها در برابر مردم بومی، بلکه در برابر خلفا نیز سر تسلیم فرود نمی‌آورند؛ خراج نمی‌پرداختند؛ فرستادگان خلفا را به شهر قم راه‌نمی‌دادند و به‌طور آشکار به ترویج گرایش‌های شیعی و علوی می‌پرداختند. در سده‌های نخستین اسلامی، علویان و شیعیان با بی‌رحمانه‌ترین وضع تحت تعقیب حکومت اموی و عباسی قرار می‌گرفتند. تعقیب و آزار خلفا از یک سو، و انگیزهٔ تبلیغ گرایش‌های شیعه از سویی دیگر، علویان را تشویق به مهاجرت به نقاط دوردست سرزمین اسلامی می‌کرد؛ و این به این معنا بود که قم، بزودی میزبان مردمی از علویان و شیعیان می‌شد.
با حضور شیعیان در قم، این شهر از همان زمان به عنوان پایتخت مذهبی شیعه مطرح شد. قیام علیه هارون‌الرشید یکی از شورش‌هایی بود که در قم اتفاق افتاد. در طی این قیام مردم به دارالحکومه حمله‌ور شدند و «عاصم بن کوشید» را به ضرب خنجر از پای درآوردند. این قیام به جداشدن قم از اصفهان انجامید.

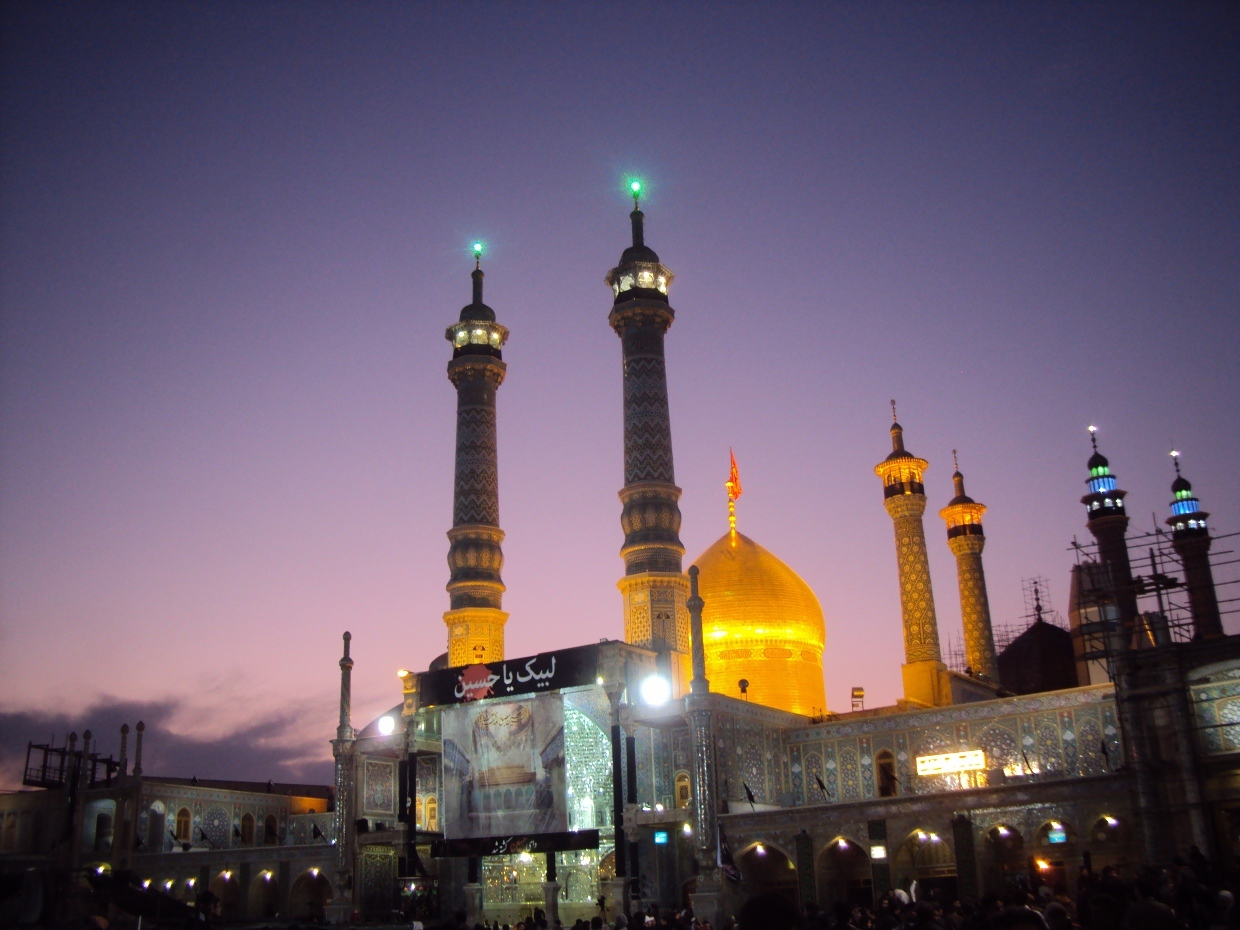
مرقد فاطمه معصومه در قم

پس از وفات و دفن فاطمه معصومه خواهر علی بن موسی در این شهر در سال ۲۰۱ هجری قمری این شهر به یکی از پایگاه‌های شیعیان تبدیل شد.
مردم قم ضد مأمون نیز دست به قیام زدند. این شورش زمانی اتفاق افتاد که علی بن موسی، پیشوای هشتم شیعیان به توسط مأمون به قتل رسید. مردم قم او را «قاتل امام خود» می‌نامیدند و تا هفت سال از پرداخت خراج خودداری کردند. مأمون برای سرکوب شورش «علی بن هشام» را به قم فرستاد تا شورش را سرکوب کند. به دستور علی تعدادی از بزرگان شهر قم اعدام شدند. دژ مستحکم شهر قم که گرداگرد شهر را فرامی‌گرفت ویران شد و خراج هفت ساله‌ای که مردم قم آن را نپرداخته بودند از مردم بازپس گرفته شد. «علی بن عیسی طلحی» حاکم بعدی قم بود. مردم قم بعد از اینکه مطمئن شدند علی بن هشام به بغداد بازگشته، ضد حاکم جدید نیز دست به شورش زدند و او را از شهر بیرون کردند. مأمون دوباره این شورش را سرکوب کرد. دوباره چند تن از بزرگان شهر اعدام شد و دوباره شهر با خاک یکسان شد و دوباره مالیاتی که مردم نپرداخته بودند از آن‌ها بازپس گرفته شد.
مردم قم با شنیدن خبر مرگ مأمون دوباره دست به شورش زدند. دوباره مردم به دارالحکومه حمله کردند و دوباره حاکم خلیفه را از شهر بیرون راندند.
معتصم، خلیفه بعدی این بار برای اینکه مردم قم را گوشمالی حسابی داده باشد، فرمانده کل سپاه خود، "وصیف ترک" را برای سرکوب شورش به قم فرستاد. دوباره حصار و برج و باروی شهر قم با خاک یکسان شد، دوباره خانه‌ها و باغ‌های مردم ویران شد، قم به کوهی از خاکستر تبدیل شد و دوباره خراجی را که مردم نپرداخته بودند از آن‌ها گرفته شد. "وصیف ترک" "محمدبن عیسی بادغیسی" را به حکومت قم گماشت. پس از مرگ محمدبن عیسی و روی کارآمدن متوکل عباسی اوضاع دگرگون شد. متوکل سیاست ضدعلوی درپیش گرفت و به مقدسات شیعیان توهین کرد. او مقبره حسین بن علی در کربلا را تخریب کرد و به جای آن گندم کاشت. مردم قم نیز همراه با دیگر شیعیان از این اقدام خلیفه به خشم آمدند و این بار به جای آنکه عامل حکومت را از شهر بیرون کنند، تصمیم گرفتند از شخصی به نام "حسین کوکبی" حمایت کنند. آن‌ها می‌خواستند او را یاری دهند تا در قم، طالقان، قزوین، و ابهر حکومت تشکیل دهد. "حسین کوکبی" با تصرف این ولایات حکومت علوی مستقلی تشکیل داد. او سرانجام از سپاه خلیفه شکست خورد و به داعی کبیر در طبرستان پناه برد. داعی کبیر علوی دیگری بود که در تبرستان (طبرستان) حکومت علوی برقرار کرده بود.
در این زمان معتمد عباسی خلیفه، «موسی بن بغاء» (بوغاء) را مأمور کرد تا هم «حسین کوکبی» را سرکوب کند و هم طغیان قم را فرونشاند. «موسی بن بغاء» نیز «عبدالرحمان بن مفلح» را پیشاپیش سپاه خویش روانه فرونشاندن قیام قم کرد. «عبد الرحمان بن مفلح» در قم به قتل و کشتار مردم پرداخت. بیش‌تر مردم شهر قم نیز از ترس و وحشت ترک دیار کردند. «عبدالرحمان» بعد از کشتار و اخذ خراج چهارساله، از قم خارج شد و در ری به «موسی بن بغاء» پیوست تا به قصد سرکوبی «حسین کوکبی» عزیمت کنند.
هنگامی که معتمد عباسی مشغول جنگ با یعقوب لیث صفاری بود، مردم قم دوباره طغیان کردند. این بار نیز شورش آنان سرکوب شد. همچنین در زمان معتضد عباسی نیز اهل قم دوباره شورش کردند و از پرداخت خراج خودداری نمودند. آن‌ها باز هم سرکوب شدند و عامل خلیفه به قتل و غارت مردم شهر پرداخت.

## قم در دوران آل بویه
مردم قم بارها و بارها شورش کردند و سرکوب شدند. این روند به‌طور مستمر تا زمان به قدرت رسیدن آل بویه ادامه یافت. قم در این دوره در ابعاد مختلف رشد و توسعه پیدا کرد. آل بویه توجه خاصی به قم داشتند و در توسعه آن کوشیدند. به ویژه توجه «رکن‌الدین دیلمی» و صاحب بن عباد (وزیر آل بویه یاد شده‌است. صاحب بن عباد کسی بود که از «حسن بن محمد قمی» خواست تاریخ قم را بنگارد و به این ترتیب نخستین کتاب مستقل تاریخ قم نگاشته شد.

## قم در دوران سلجوقیان
دوره سلجوقیان اوج فعالیت قمی‌ها در صحنه سیاسی ایران بود. تصدی امور مهم دولت سلجوقیان در دست قمی‌ها در عمران و ترقی قم مؤثر بود.

## قم در دوران مغول
با حمله سپاه مغول قم به کلی منهدم شد؛ با این حال برخی از حکام مغول که مسلمان شده بودند، توجه خاصی به قم داشتند. از آن جمله سلطان محمد خدابنده بود. خدابنده تحت تأثیر «سید تاج‌الدین آوه‌ای قمی» قم را مورد توجه قرار داد، اما هنوز حدود یک قرن و نیم از حملهٔ سپاه مغول نگذشته بود که شهر قم بار دیگر در دهه‌های پایانی قرن هشتم مورد حمله تیمور گورکانی قرار گرفت. با نفوذ سپاه تیمور به داخل شهر، قم بار دیگر ویران و مردم آن قتل‌عام شدند. در این هجوم، دیوار و برج‌وباروی شهر چنان تخریب شد که تا زمان صفویه مردم نتوانستند آن را بازسازی کنند.

## قم در دوران صفویه
با ضعف و انحطاط قدرت جانشینان تیمور گورکانی و پیدایش خاندان‌های قراقویونلو و آق‌قویونلو در صحنهٔ سیاسی در در نهایت با پیدایش صفویان شیعه در ایران، قم نیز اندک اندک در راه شکوفایی گام نهاد.
در سال ۹۰۹ هجری قمری، لشکر شاه اسماعیل صفوی قم را به تصرف درآورد. در اتفاقی نادر و باورنکردنی این بار نه با کشتار و غارت، بلکه برای نخستین بار در طول تاریخ، قم بدون خونریزی تصرف شد. صفویه قم را مورد توجه ویژه قرار داد؛ به‌طوری‌که این شهر در این دوران در زمینه‌های گوناگون رشد کرد. شهر قم در دوران صفویه به مرکز مهم علمی و فقهی شیعه بدل شد. دانشمندان اسلامی در این شهر مشغول تدریس و تحقیق شدند و با توجه به امنیتی که در سایه دولت صفویه یه وجود آمده‌بود، عدهٔ زیادی از محققان از جبل عامل لبنان به ایران آمده و در قم مشغول تحقیق و تدریس شدند.
در دوره صفویه در توسعه نقش زیارتی شهر قم نیز تلاش بیش‌تری شد. شاه عباس اول به دلیل دشمنی دیرین حکومت صفویه با امپراتوری عثمانی، برای این‌که از تعداد زائران عتبات عالیات در نجف، کربلا، و کاظمین (کاظمیه) –که در قلمرو عثمانی واقع شده بود- بکاهد، مردم را به زیارت حضرت فاطمه معصومه در قم تشویق می‌نمود. این کار، در حقیقت یک مبارزه فرهنگی و اقتصادی بود تا نشان دادن ارادت به اهل بیت و ائمه. شاه عباس اول می‌خواست تا از این طریق، توان اقتصادی دشمن را محدود کند. البته در این دوره از نظر اقتصادی و صنعتی نیز قم مورد توجه بود. از جمله در زیباسازی و تزیین بناهای مرقد فاطمه معصومه کوشش شد و اموالی نیز وقف این مرقد گردید. به هرحال کثرت آثار تاریخی برجامانده از عصر صفویه در شهر و همین‌طور گزارش‌های سیاحان خارجی که در این عصر از قم دیدن کرده‌اند، به اضافهٔ شواهد تاریخی و مذهبی دیگر، حکایت از آن دارند که شهر در دوران صفویه از شکوفایی برخوردار بوده‌است.
هنگامی که افغان‌ها به ایران حمله کردند و با تصرف اصفهان سلسلهٔ صفویه را برانداختند، قم دچار خسارات سنگینی شد، زیرا قم خط مقدم دفاع از اصفهان بود. این امر موجب آن شد که همواره تعداد زیادی سرباز افغان در قم مستقر بمانند و به آزار و اذیت مردم بپردازند. افغان‌ها مدارس علمی قم را به انبار کاه و یونجه برای اسب‌های سواره‌نظام‌های خود درآورده بودند و به شکل پیاپی منشأ مزاحمت و آزار برای قمی‌ها محسوب می‌شدند. حتی از نظر اقتصادی نیز مردم را تحت فشار قرار می‌دادند.
نوشته‌اند زمانی‌که اشرف افغان از نادرشاه شکست خورد و از مهماندوست دامغان به سمت اصفهان گریخت، هنگام عبور از قم، تمام اشیای گرانبهای مرقد فاطمه معصومه را دزدید. در این دوره قم به صورت پادگانی برای سپاه افغان‌ها درآمده بود.

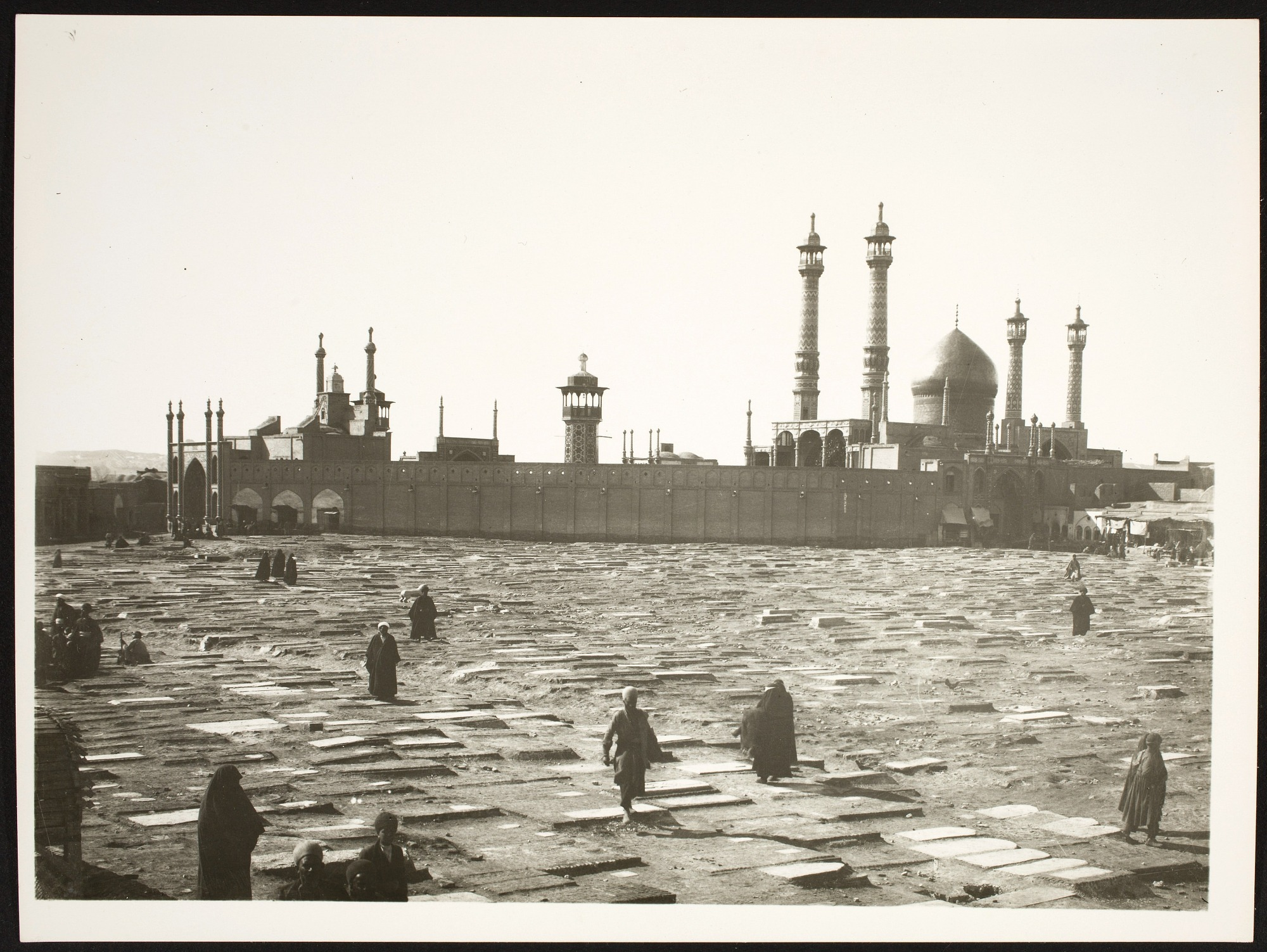
تصویر قدیمی از میدان آستانه

## قم در دوران افشاریه
نادرشاه افشار به آزار و اذیت مردم قم پرداخت. او گروهی از مردم را کشت و گروهی دیگر را نیز به زندان انداخت.

## قم در دوران زندیه و قاجاریه

### درگیری‌های بین آقامحمدخان و لطفعلی خان زند
هنگامی‌که خاندان زند و خاندان قاجار برای تسلط بر ایران با یک‌دیگر ستیز می‌کردند، مردم قم آسیب فراوان دیدند. در جریان یکی از این درگیری‌ها که در سال ۱۲۰۸ هجری قمری رخ داد، قم تحت تسلط کامل آقامحمدخان قاجار درآمد. خان قاجار در این زمان جنایات بسیاری مرتکب شد. او با آتش زدن خانه‌ها و کشتن مردم شهر مذهبی قم، بار دیگر این شهر را دچار ویرانی کرد.

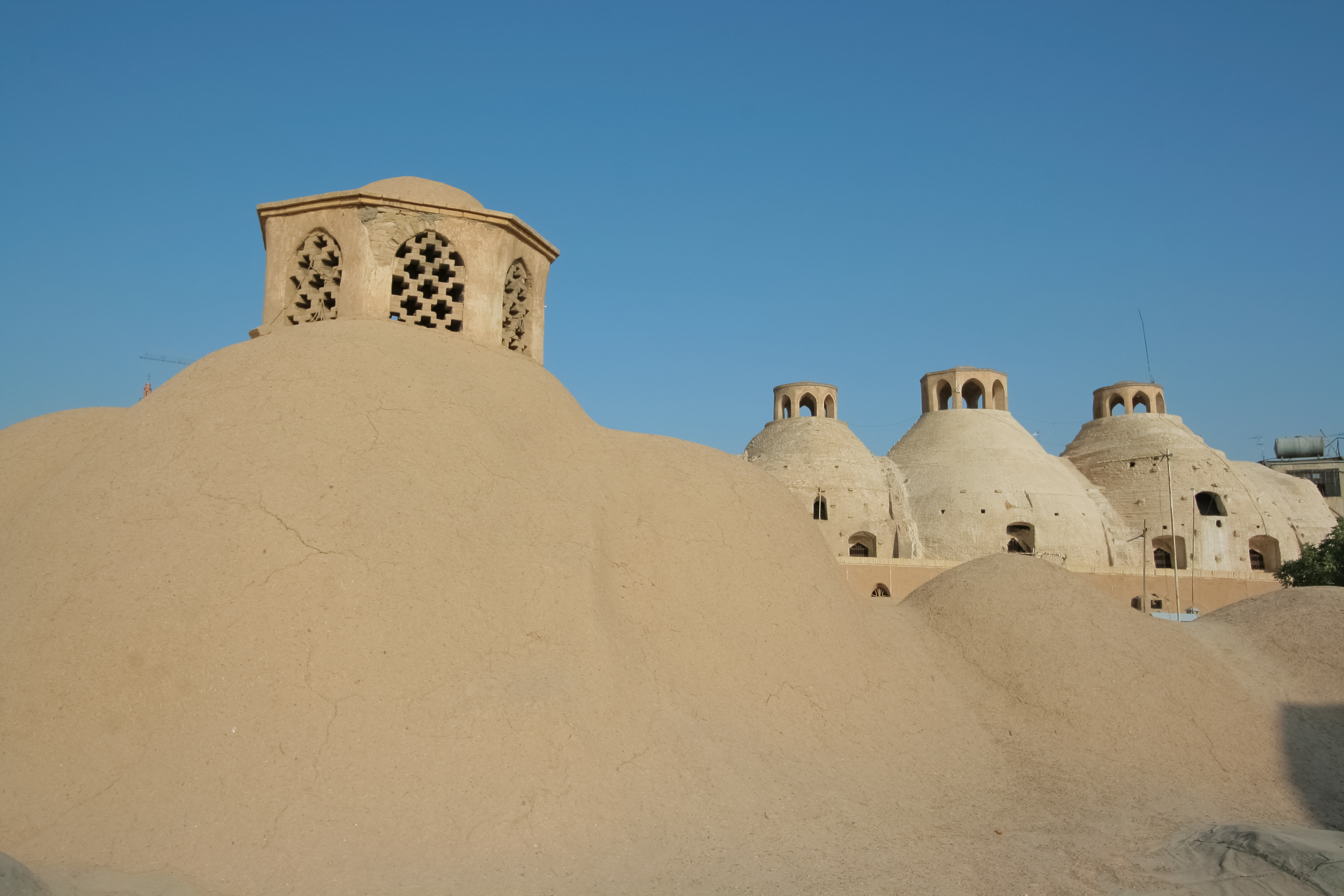
سقف بازار تیمچه قم، معماری قاجاری

### پس از آقامحمدخان قاجار
با کشته شدن آقامحمدخان قاجار، برادرزادهٔ او «فتحعلی خان» که باید طبق وصیت آقامحمدخان قاجار به سلطنت می‌رسید، با مخالفان زیادی روبرو شد.
در آن زمان در هرگوشه از ایران یک مدعی سلطنت پیدا شده بود. «فتحعلی خان» که با این موقعیت خطرناک روبرو شد، نذر کرد که اگر بتواند بر مخالفان خود فائق آید، به عمران و آبادانی قم همت بگمارد و به همین دلیل زمانی که «فتحعلی خان» به فتحعلی شاه قاجار تبدیل شد، در زمینه عمران و آبادانی قم، اقدامات زیادی انجام داد.
با چشم پوشی از برخی اعمال غیرقابل چشم پوشی پادشاهان قاجار، آن‌ها توجه مناسبی به شهر قم، و بارگاه فاطمه معصومه نشان دادند. شاهان قاجاریه دارای اعتقادات مذهبی متعصبانه بودند و از نظر استراتژیکی یک نوع سیاست مذهبی پیشه می‌کردند تا جامعه و رهبران دینی را نسبت به خویش بدبین نکنند و از تضاد بین حاکمیت و نهادهای دینی پیشگیری کنند. به هرحال در زمان قاجار، شهر قم به نوعی در مسیر ترقی و رونق قرار گرفت.

### پس از انقلاب مشروطه
در جنگ جهانی اول، ایران صحنه درگیری بین دو گروه متخاصم شد. به ویژه غرب و جنوب ایران بیش از هرجای دیگری به میدان رزم تبدیل گردید. دامنهٔ جنگ به حدی گسترش یافت که حتی قم را هم دربرگرفت و نیروهای روسیه و انگلیس به بهانه‌های مختلف آن را اشغال کرند. در پاییز سال ۱۲۹۴ خورشیدی، نیروهای روسیه با هدف تصرف تهران وارد کرج شدند. به این ترتیب پایتخت مورد تهدید جدی واقع شد. نزدیک شدن نیروهای روسیه به تهران سبب مهاجرت بسیاری از طبقات مختلف مردم به قم گردید و هراس شدیدی بر تهران حاکم شد.
به دنبال این امر، بسیاری از رجال سیاسی، روحانیون و سران احزاب و حتی احمد شاه قاجار و اعضای دربار او به‌طور محرمانه تصمیم گرفتند از تهران خارج شده و به قم عزیمت کنند. با تمام تلاشی که در مخفی نگاه داشتن انتقال پایتخت انجام شد، انگلستان و روسیه از آن باخبر شده و این طرح را خنثی کردند. با این وجود برخی از سران احزاب، نمایندگان مجلس و طبقات مختلف مردم به قم مهاجرت کردند. در این مهاجرت، برخی از نمایندگان دولت‌هایی که با متفقین می‌جنگیدند نیز حضور داشتند.
مهاجرین، در قم «کمیته دفاع ملی» را جهت دفاع از میهن و نبرد با متفقین تشکیل شد. به این ترتیب این شهر به یک مرکز سیاسی و نظامی علیه روسیه و انگلستان تبدیل شد. این کمیته نخستین گام عملی برای تشکیل «دولت ملی» را فراهم کرد. این دولت پس از آنکه قم با خطر حمله روسیه روبرو شد، به کاشان و سپس به اصفهان و کرمانشاه انتقال یافت. این دولت در کرمانشاه مورد تهاجم نیروهای روسیه قرار گرفت و از هم پاشید. گفتنی است که حسن مدرس در این دولت نقش وزیر عدلیه را بر عهده داشت.

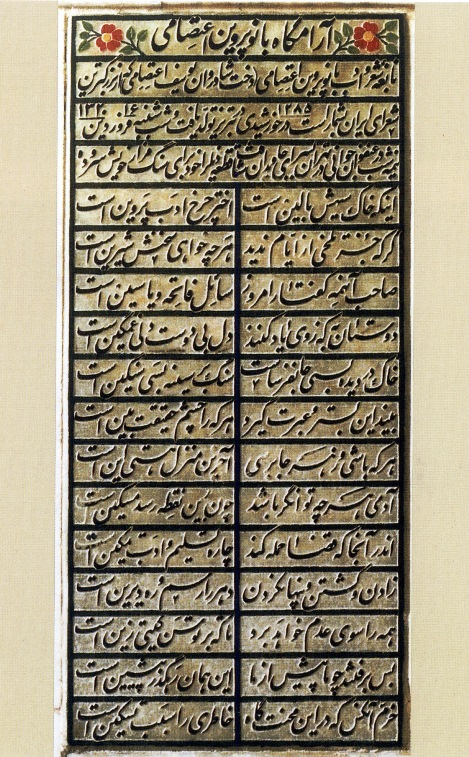
مقبره پروین اعتصامی شاعر تبریزی در حرم فاطمه معصومه

هنگامی که «کمیته دفاع ملی» در قم تشکیل شد، ژنرال «باراتوف» فرمانده کل نیروهای روسیه تصمیم گرفت این شهر را به اشغال درآورد؛ بنابراین نیروها به سمت قم حرکت کردند. در قم، درگیری‌های متعددی بین نیروهای روسیه و «کمیته دفاع ملی» ایران به وقوع پیوست. قوای روسیه به شهر قم رسیدند و «کمیته دفاع ملی» هم به ناچار قم را ترک کرد و به کاشان رفت.
در تاریخ ۱۴ دی سال ۱۲۹۴، قم به اشغال روسیه درآمد.

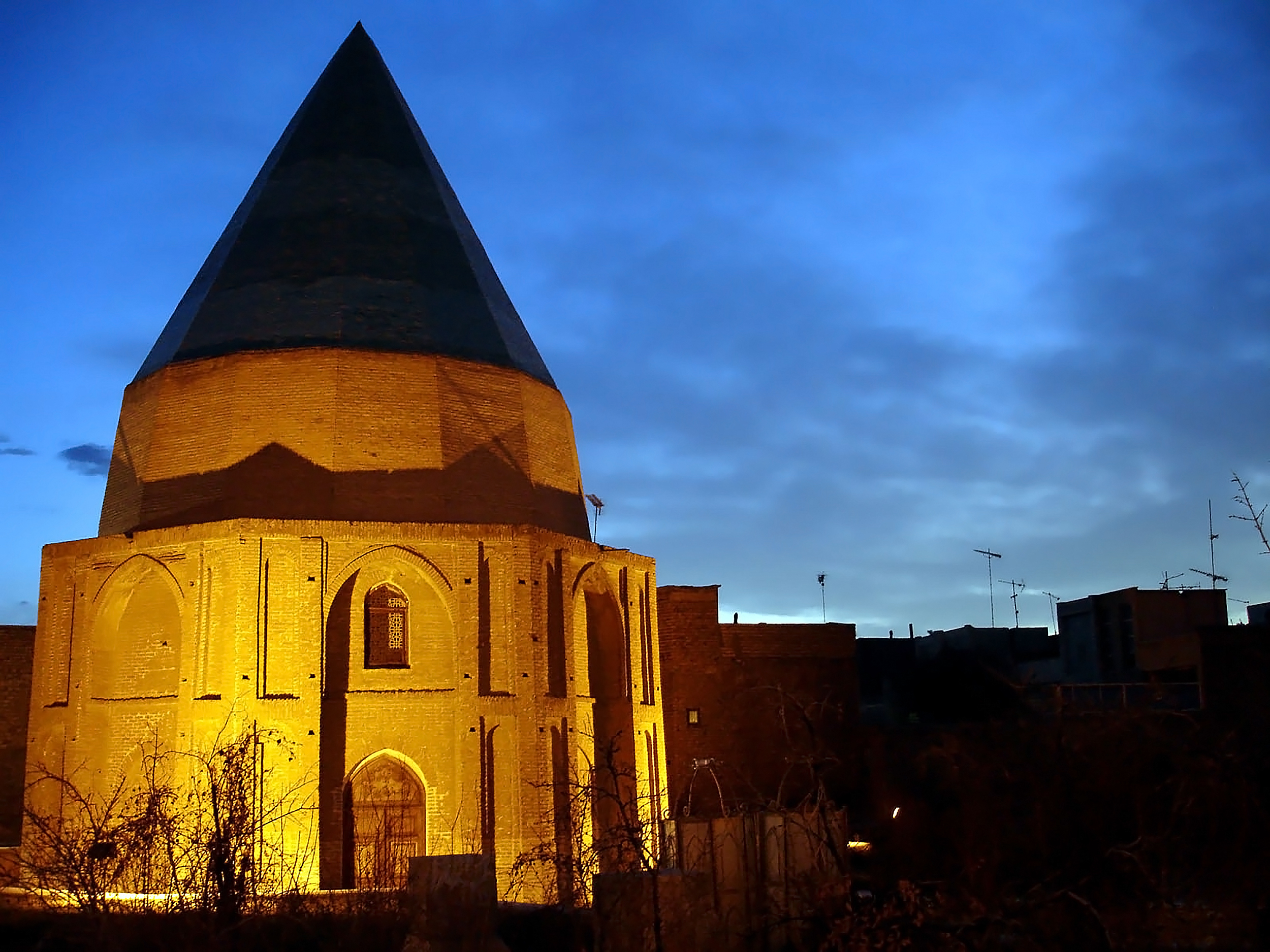
مقابر گنبد سبز از بناهای تاریخی مربوط به قرن هشتم هجری در شهر قم

## قم در دوران پهلوی
در دوران پهلوی، قم مرکز مبارزه علیه سیاست‌های حکومت پهلوی بود. اولین جرقه انقلاب ۱۹۷۹ ایران در بهمن سال ۱۳۴۱ خورشیدی در قم زده شد. روح‌الله خمینی که در نقش رهبر این انقلاب بود در قم به مخالفت با تصویب‌نامه انجمن‌های ایالتی ولایتی و همین‌طور اصول شش‌گانه انقلاب شاه و ملت و لایحه کاپیتولاسیون پرداخت.

## قم در دوران جمهوری اسلامی

### جنگ ایران و عراق
در آبان سال ۱۳۶۱، با ایجاد تغییراتی در سازماندهی نیروهای سپاه پاسداران، لشکر ۱۷ علی بن ابی طالب قم سازمان یافت. این لشکر بلافاصله عازم جنگ ایران و عراق شد.

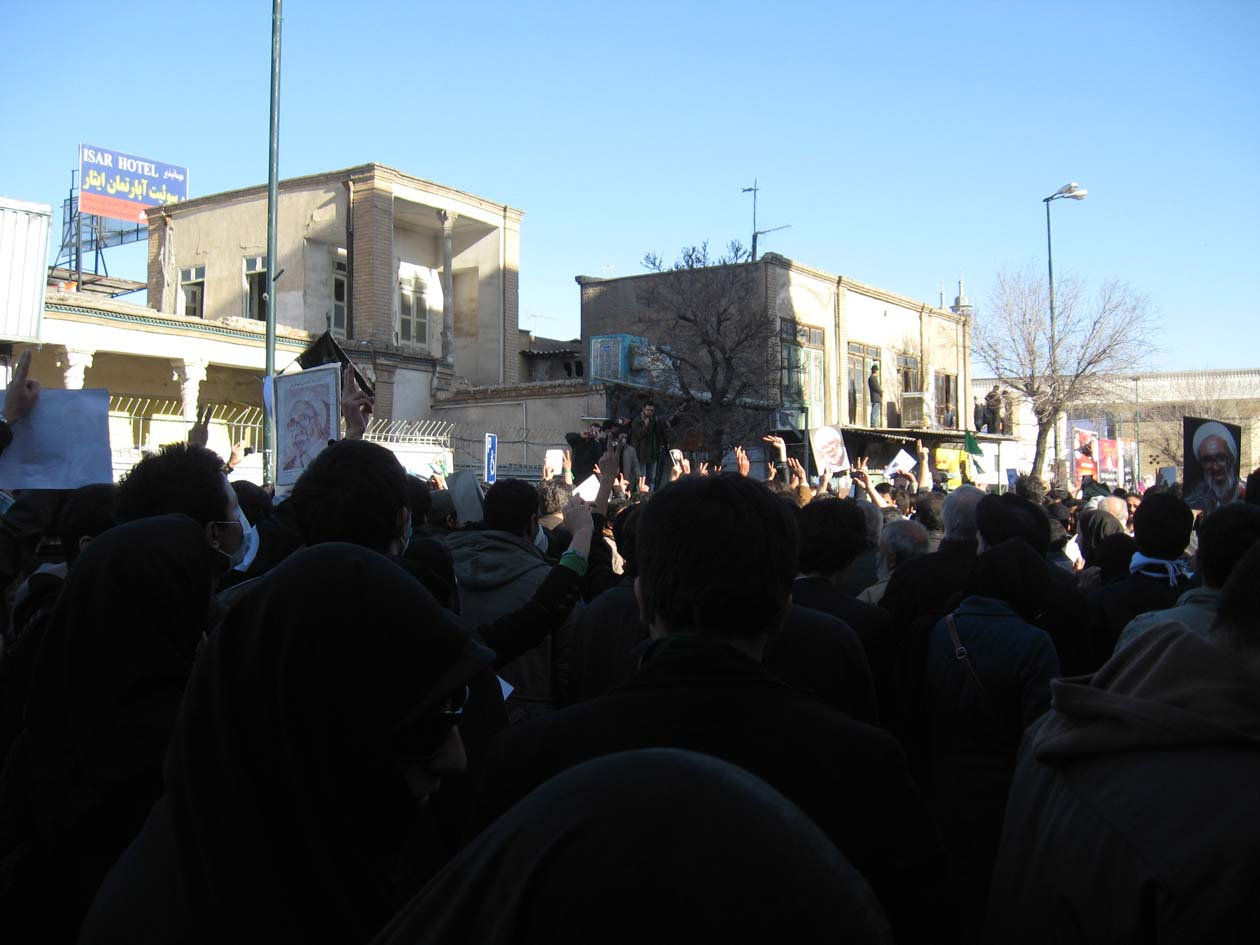
تشییع پیکر حسینعلی منتظری

در طول جنگ ایران و عراق، ۵۰هزار نفر از قم به جنگ اعزام شدند. از این تعداد ۶ هزار نفر کشته شدند. آمار قطع عضوی‌ها و جانبازان قم نیز ۱۲۷ هزار نفر بود. ۵۴۰ نفر از قم نیز به اسارت درآمدند. تعداد افراد قمی که در ارتش جمهوری اسلامی ایران حاضر بودند و در جریان جنگ کشته شدند نیز ۵۵۰ نفر بود.

### تخریب حسینیه شریعت
در سال ۱۳۸۴، حسینیه شریعت در قم، توسط نیروهای لباس شخصی و نیروی انتظامی ویران شد. این حسینیه محلی بود که دراویش گنابادی در آن عزاداری می‌کردند.

### اعتراض به نتایج انتخابات ریاست جمهوری ۱۳۸۸
در سال ۱۳۸۸ و با مرگ حسینعلی منتظری در مراسم تشییع پیکر او، مردم قم در اعتراض به نتایج انتخابات ریاست جمهوری ایران (۱۳۸۸) راه‌پیمایی کردند و با نیروهای لباس شخصی و سپاه پاسداران درگیر شدند. آن‌ها در مراسم تشییع پیکر منتظری خیابان‌های شهر را صحنه شعارهای تند سیاسی کردند. مردم شعار می‌دادند «تسلیت کینه‌ای نمی‌خوایم، نمی‌خوایم»، «منتظری نستوه راهت ادامه دارد، حتی اگر دیکتاتور بر ما گلوله بارد»، «منتظری مظلوم، آزادیت مبارک»، «منتظری نمرده، این دولته که مرده»، «دیکتاتور دیکتاتور، منتظری راهش ادامه دارد»، «موسوی کروبی تسلیت تسلیت».
نیروهای «امنیتی و انتظامی» پس از پایان مراسم تشییع پیکر منتظری «با مردم درگیر» شدند. ساعتی پس از دفن، «گروه‌های از بسیجیان و طلاب» با شعارهایی درحمایت از سید علی خامنه‌ای، رهبری ایران و علیه معترضین به سمت بیت حسینعلی منتظری حرکت کردند. از سوی دیگر معترضین و هواداران منتظری متقابلاً شعارهایی دادند. در این میان طرفین «اقدام به پرتاب اشیا به سوی یکدیگر» کرده که با دخالت پلیس به قصد جدا کردن، دو طرف آرام شده و به شعارهای خود ادامه دادند.
فرزند منتظری از جمعیت حاضر «موکداً خواست تا آرامش را حفظ» کنند این شعارها در ساعت ۱۱:۱۵ پیش از ظهر رو به آرامی رفت.
بعد از نماز مغرب طلاب و انقلابیون با حمله به مسجد اعظم حرم حضرت فاطمه معصومه از برگزاری مراسم ختم منتظری جلوگیری کردند. این افراد ساعتی بعد با یورش به سمت بیت و دفتر ایشان و همچنین آیت‌الله یوسف صانعی (دیگر مرجع تقلید طرفدار جنبش سبز در قم)، با سنگ‌پرانی اقدام به شکستن شیشه‌های بیت آیت‌الله منتظری و آیت‌الله صانعی کردند.
پس از پیروزی انقلاب ۱۹۷۹ ایران قم به پایتخت مذهبی ایران تبدیل شده‌است. اهمیت قم برای سران حکومت ایران به حدی است که آن‌ها همواره سعی می‌کنند حمایت سران حوزه علمیه قم را در کنار خود داشته باشند. سید علی خامنه‌ای، رهبری ایران تاکنون دو سفر به قم داشته‌است. او در سفر دوم او در سال ۱۳۸۹ خورشیدی در وصف قم گفته‌است:
«قم شهر محبوب، شهر قیام، شهر انقلاب، شهر علم و اجتهاد، شهر ولایت و امامت، شهر حوزه علمیه، شهر علمای بزرگ و پرورشگاه تاریخی و فراموش نشدنی امام بزرگوار ما حضرت آیت الله العظمی خمینی، شهر مراجع عظیم الشان و.. است»
تعدادی از مراجع عظیم الشانی که او می‌گفت، در همان زمان، برای اینکه با او روبرو نشوند، شهر قم را ترک کرده بودند.

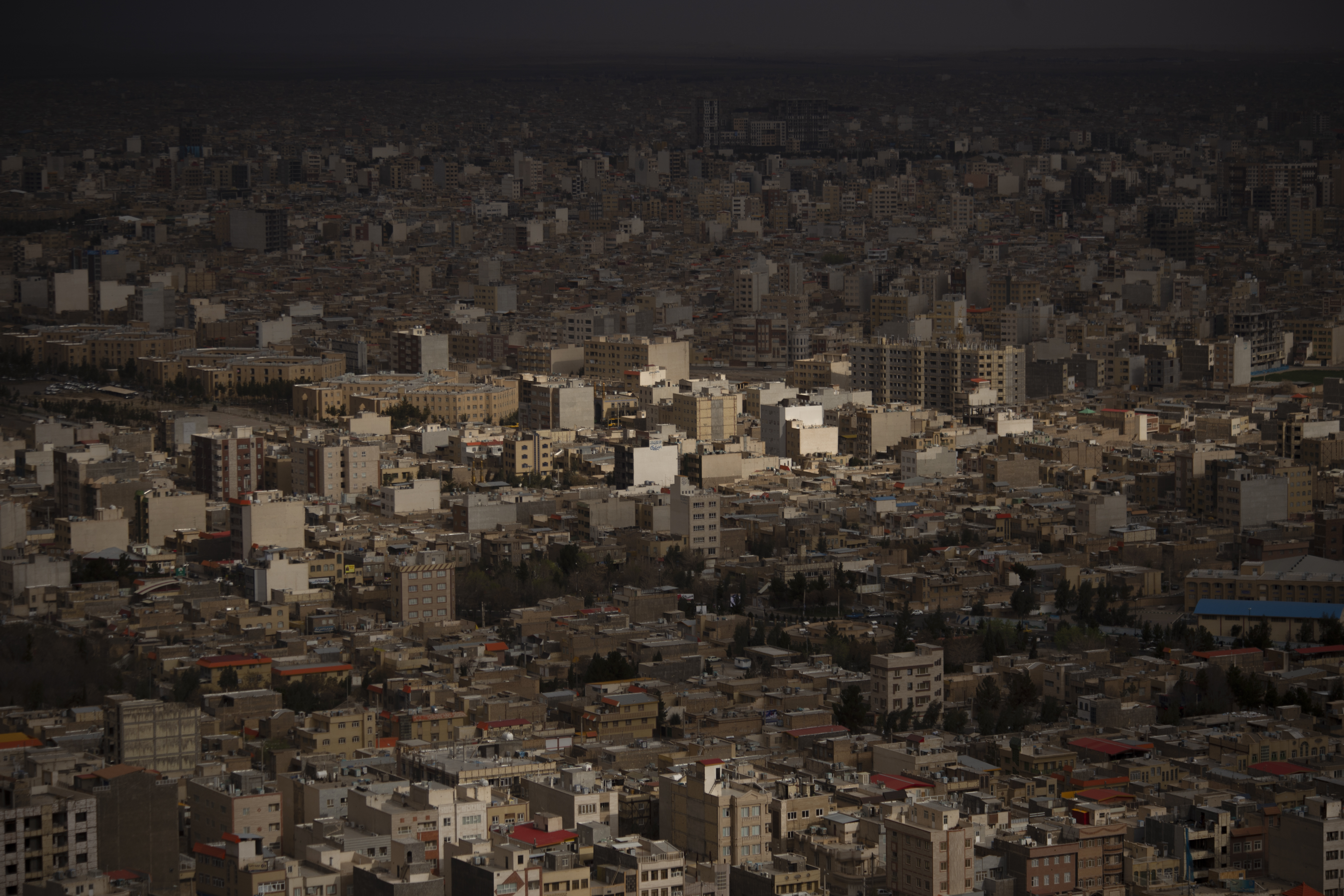
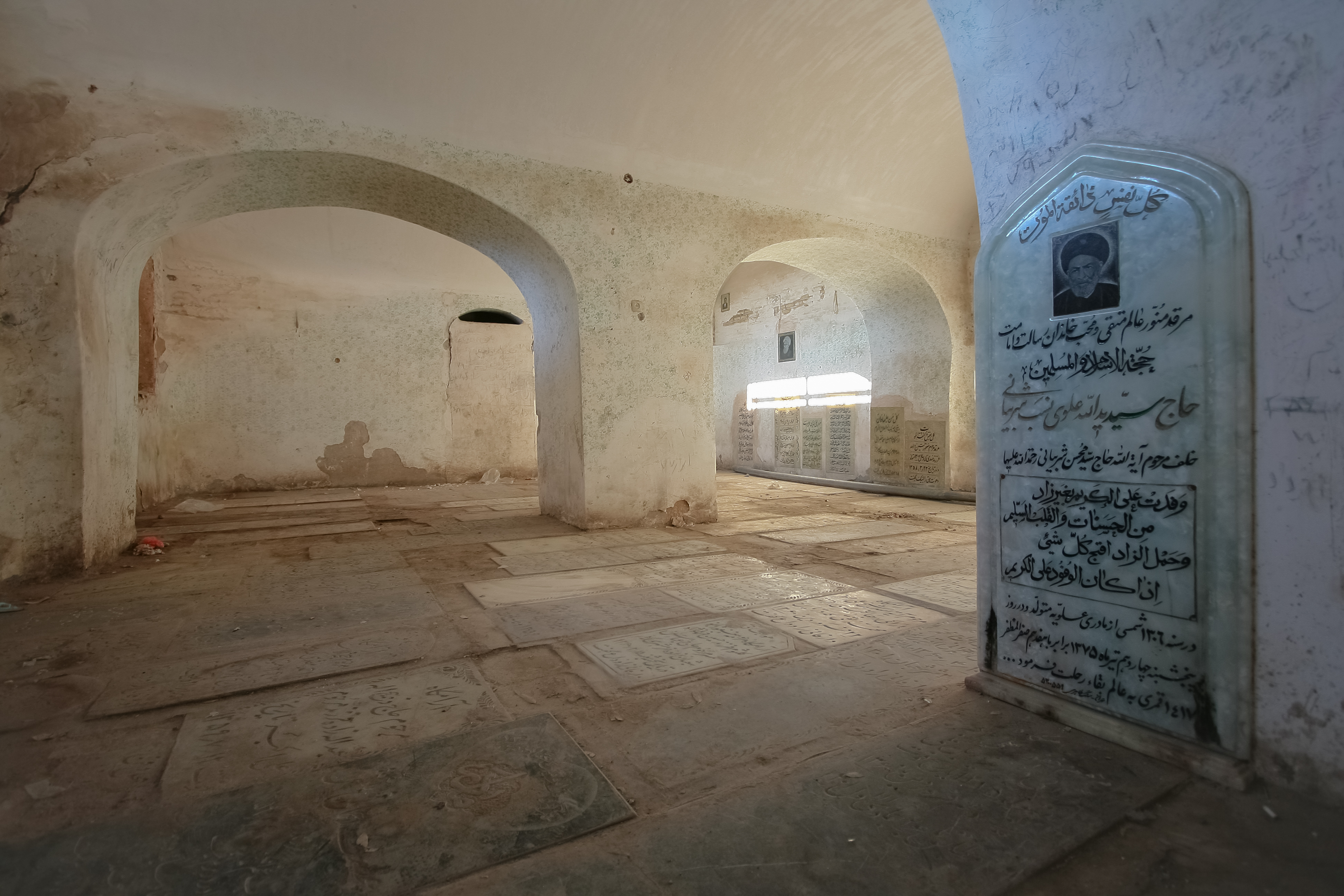
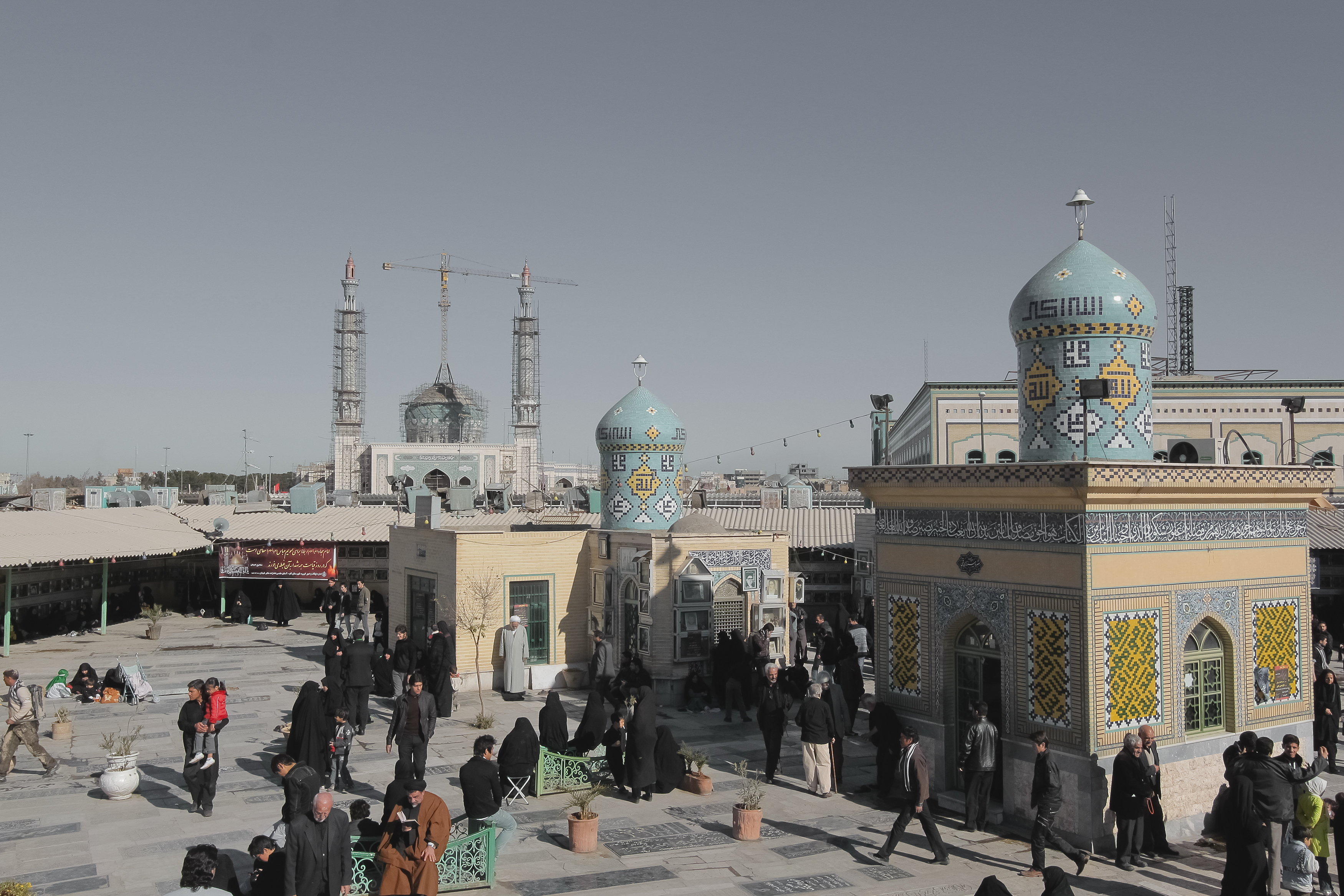
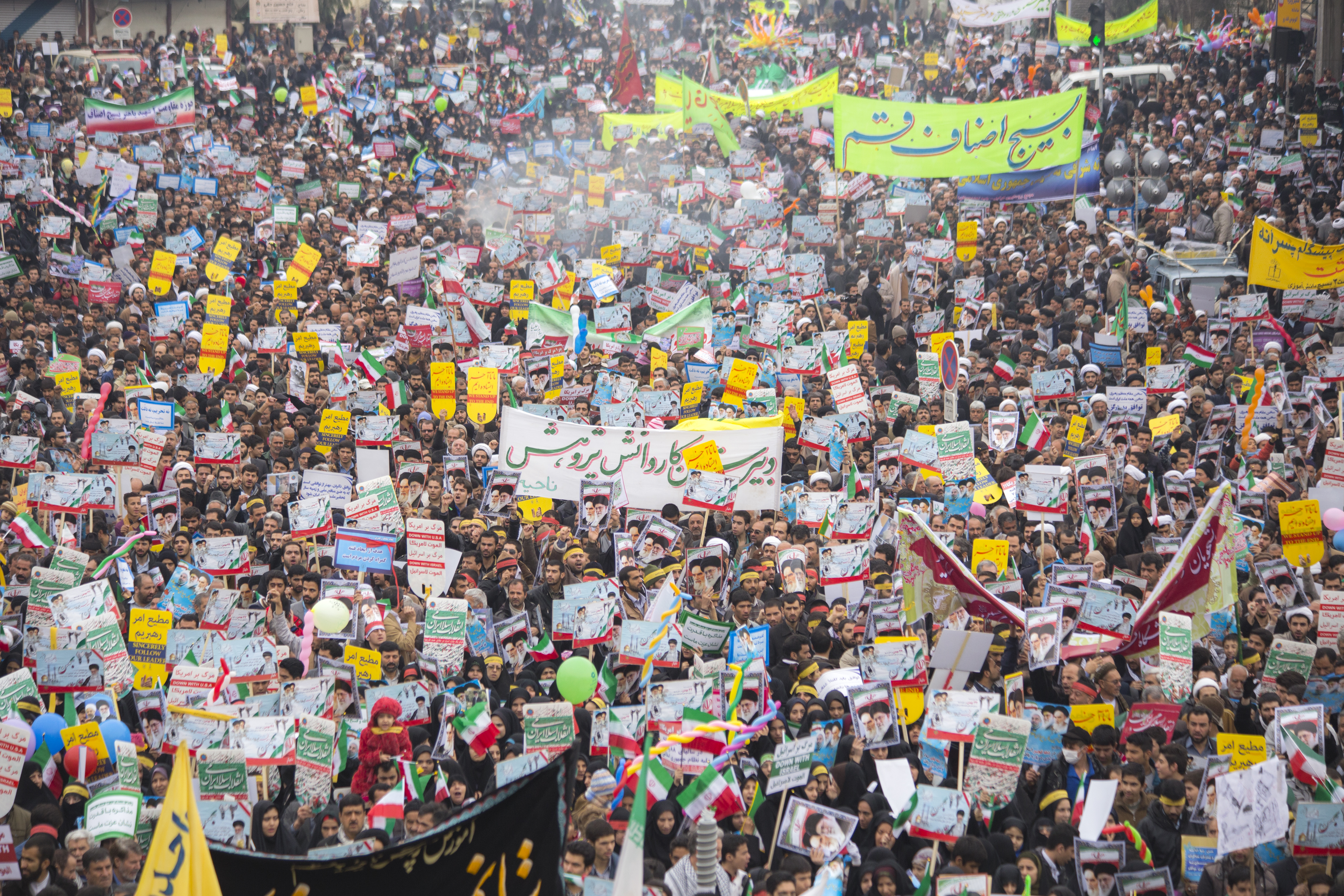
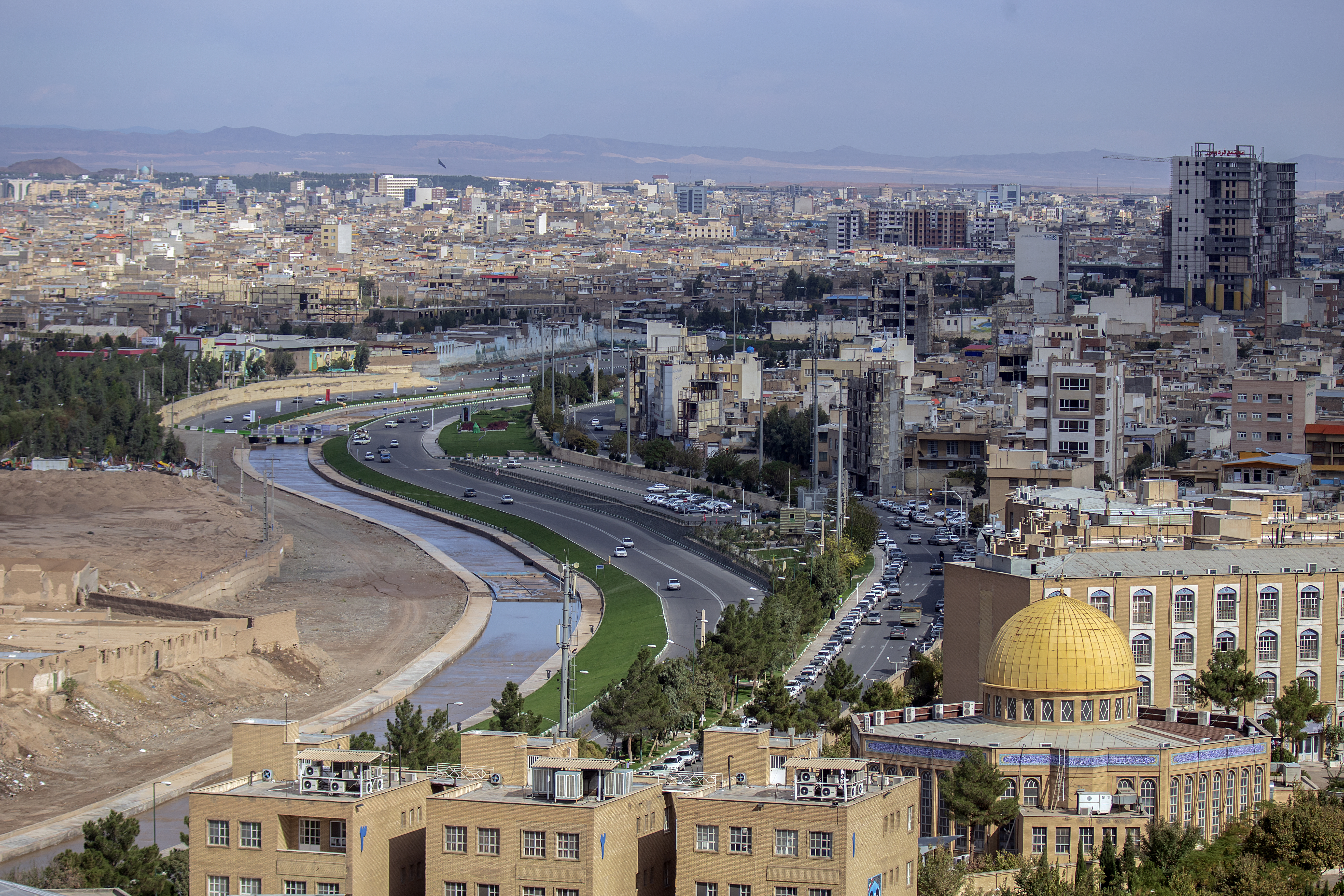
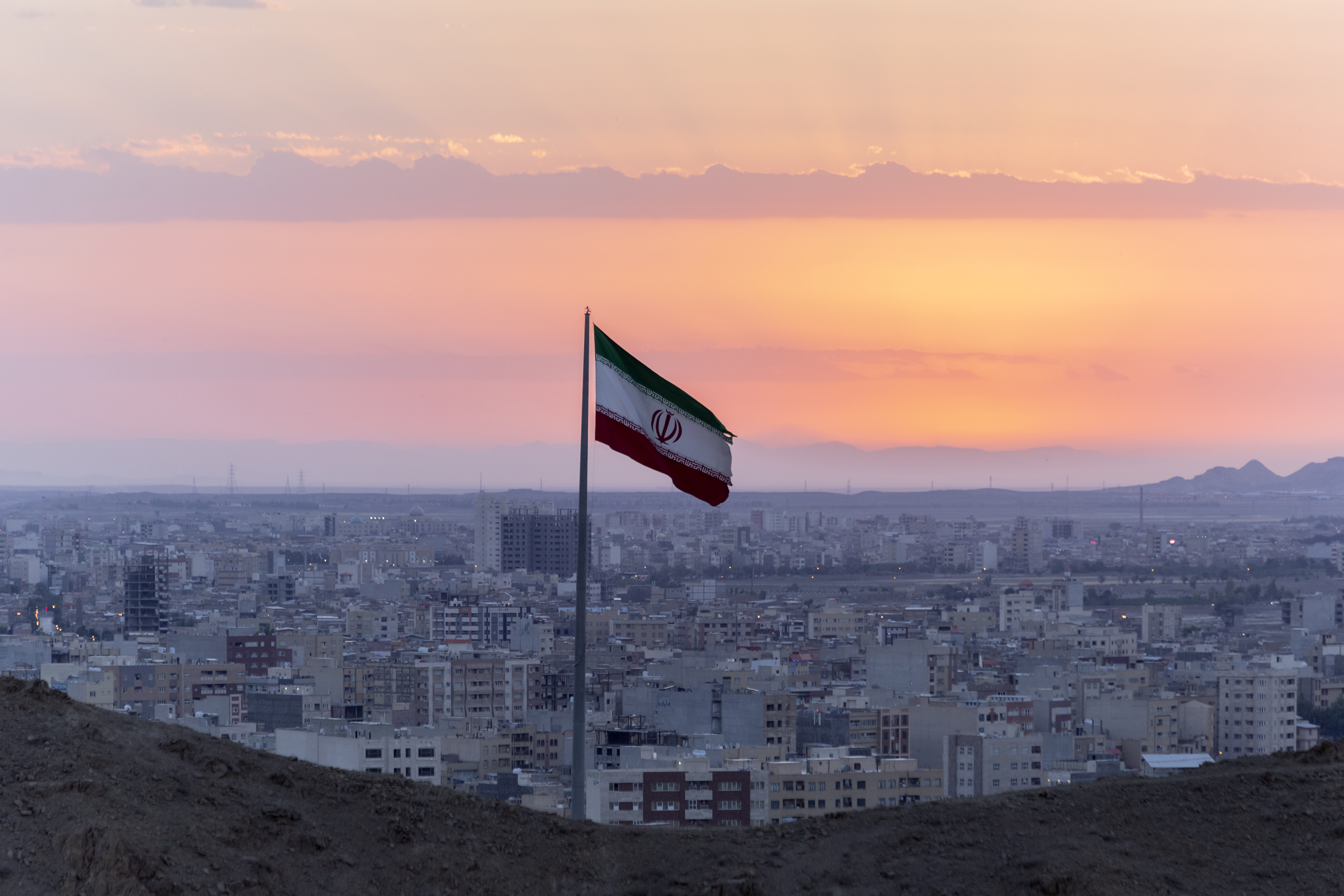
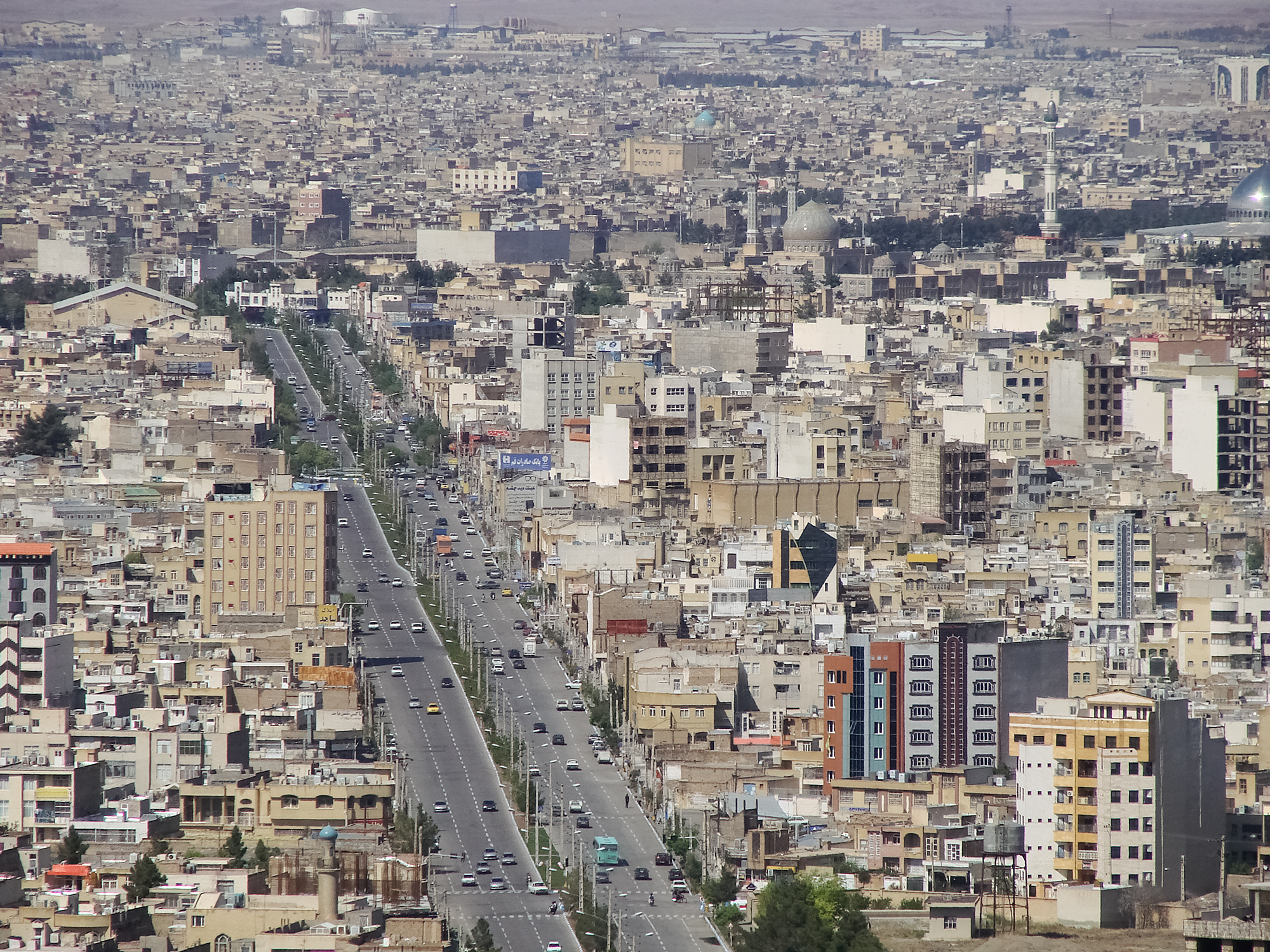
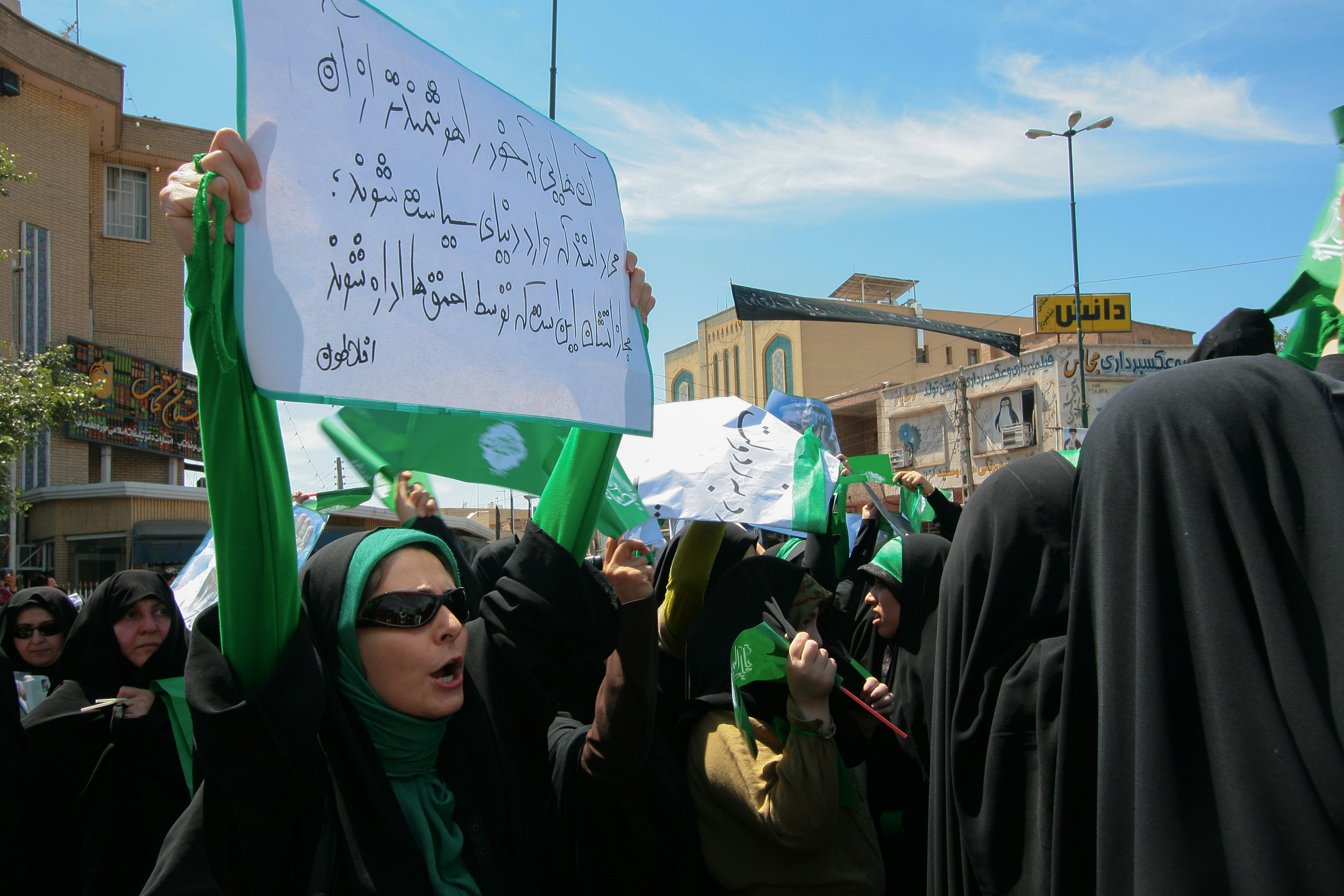
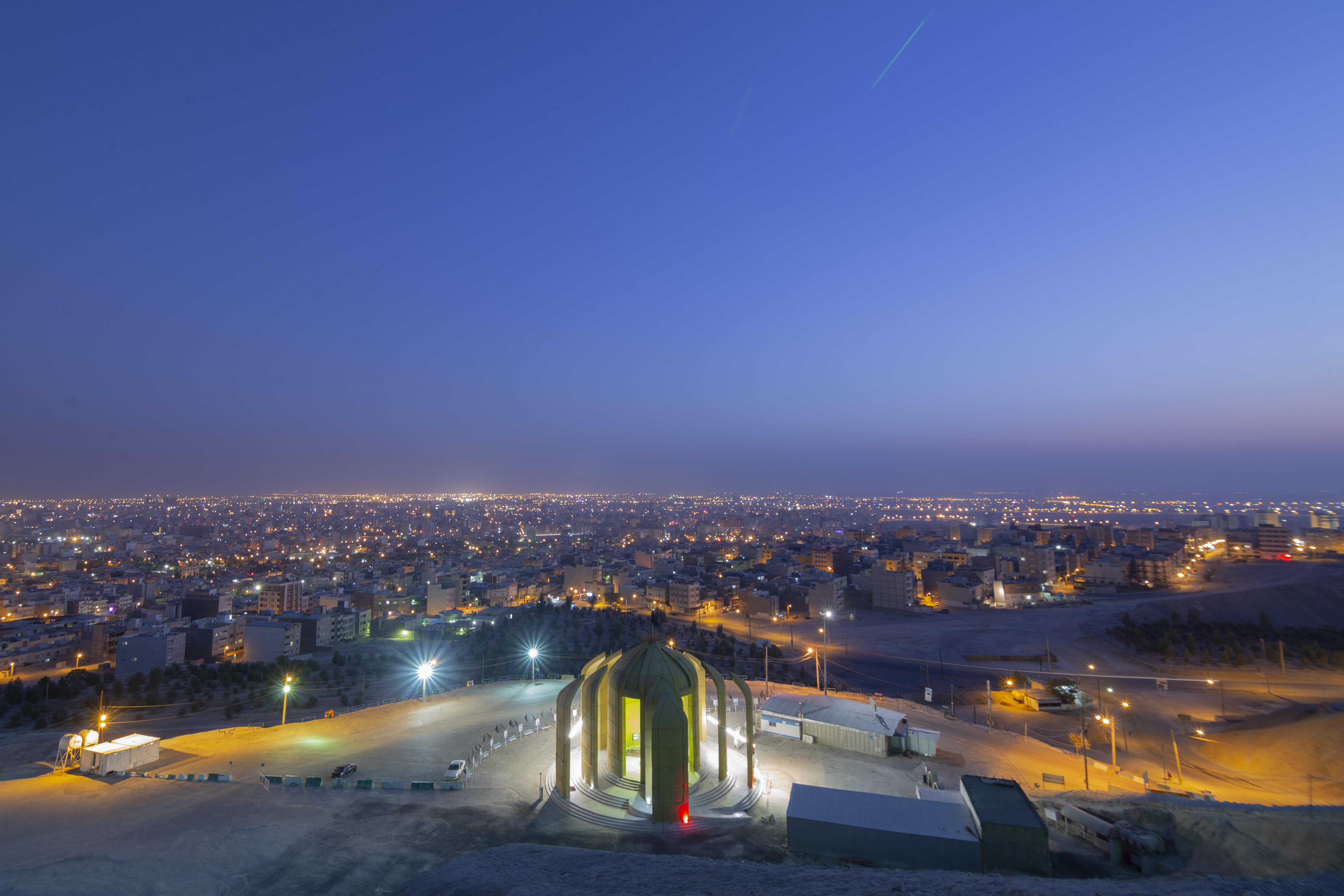
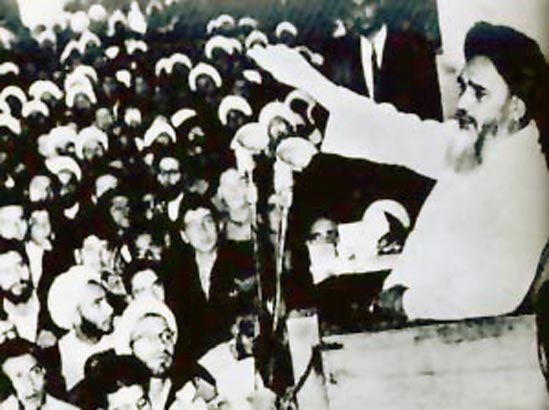
سخنرانی روح الله خمینی در مسجد اعظم قم.
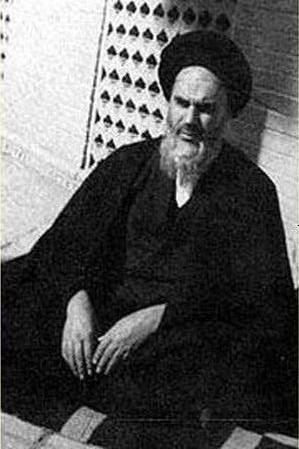
روح الله خمینی در حیاط خانه قم.
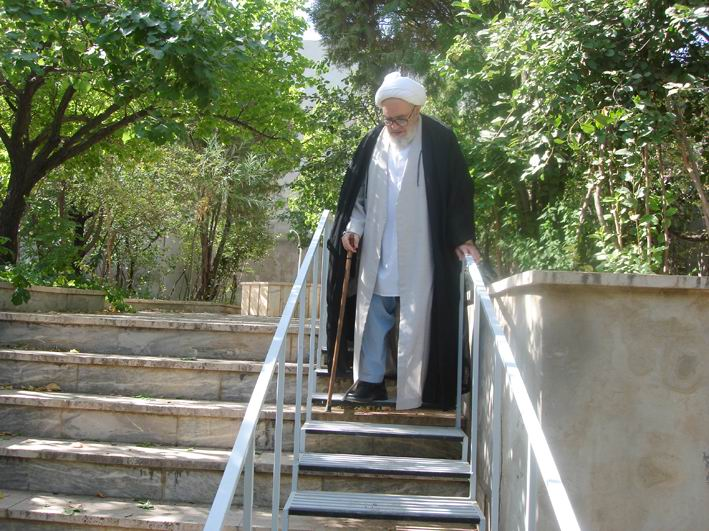
حسینعلی منتظری در حیاط خانه قم.